# Dichromia euthygramma
Dichromia euthygramma là một loài bướm đêm trong họ Erebidae.